# Kopači (Novo Goražde)
Pour les articles homonymes, voir Kopači.
Kopači (en serbe cyrillique : Копачи) est un village de Bosnie-Herzégovine. Il est situé dans la municipalité de Novo Goražde et dans la république serbe de Bosnie. Selon les premiers résultats du recensement bosnien de 2013, il compte 157 habitants.

## Géographie
Kopači est situé sur les bords de la Drina.

## Démographie

### Répartition de la population par nationalités (1991)
En 1991, le village comptait 230 habitants, répartis de la manière suivante :

### Communauté locale
En 1991, la communauté locale de Kopači comptait 1 828 habitants, répartis de la manière suivante :